# Zineb Hassoune
Zineb Hassoune (ur. 19 stycznia 2001) – marokańska zapaśniczka walcząca w stylu wolnym. Srebrna medalistka igrzysk afrykańskich w 2023. Czwarta na mistrzostwach Afryki w 2022 i 2023. Ósma na igrzyskach śródziemnomorskich w 2022. Wygrała igrzyska frankofońskie w 2023. Siódma na igrzyskach solidarności islamskiej w 2021. Mistrzyni Afryki juniorów w 2020 i trzecia w 2019. Trzecia na igrzyskach afrykańskich młodzieży w 2018 roku. 